# Amina (nom)
Amina és un nom femení àrab (àrab: أمينة, Amīna) que literalment significa ‘lleial', ‘fidel', ‘de confiança’, ‘honrada’, ‘segura’. Si bé Amina és la transcripció normativa en català del nom en àrab clàssic, també se'l pot trobar transcrit d'altres formes.
La forma masculina d'aquest nom és Amín.
Cal no confondre aquest nom amb Àmina, un altre nom de pila àrab femení, cèlebre per ser el nom de la mare del profeta Muhàmmad.
Vegeu aquí personatges i llocs que duen aquest nom.